# Leżajsk
Leżajsk är en stad i Nedre Karpaternas vojvodskap i Polen. Staden hade 13 990 innevånare 2017. Leżajsk är främst känt för sitt benediktinerkloster och bryggeri. Staden, som genomflyts av ån Jagoda, ingår sedan 1999 i Nedre Karpaternas vojvodskap och är huvudstaden i Leżajsk powiat.

## Bildgalleri

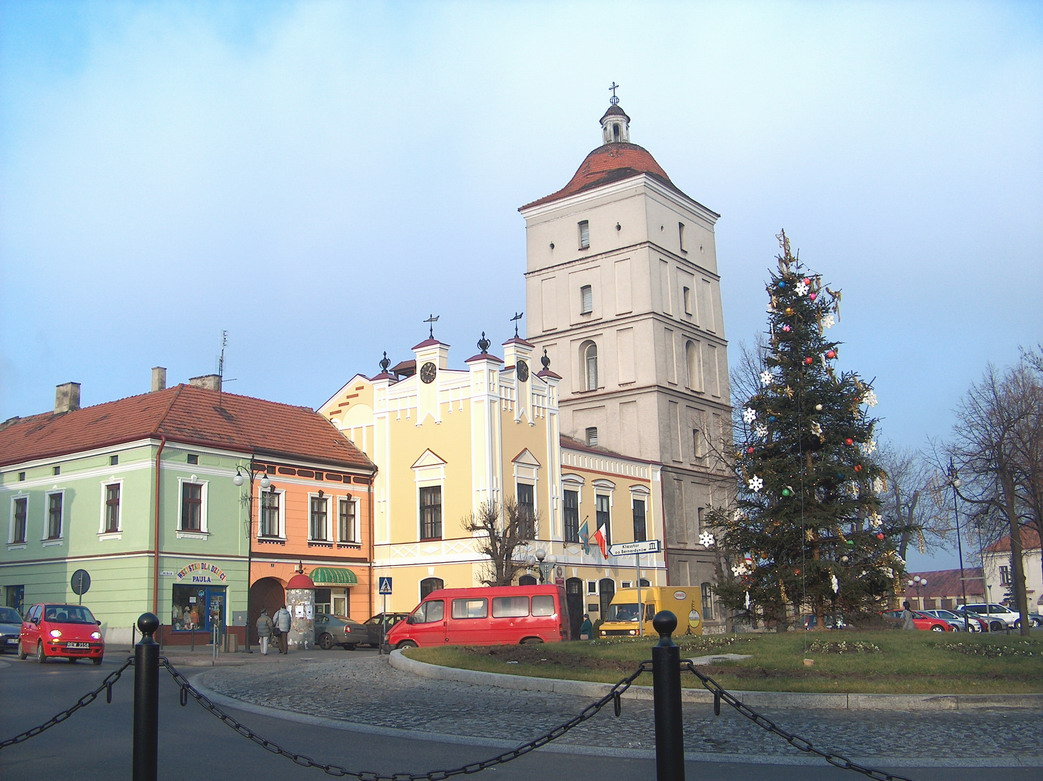
Leżajsks . Den ocktorn och rådhus.
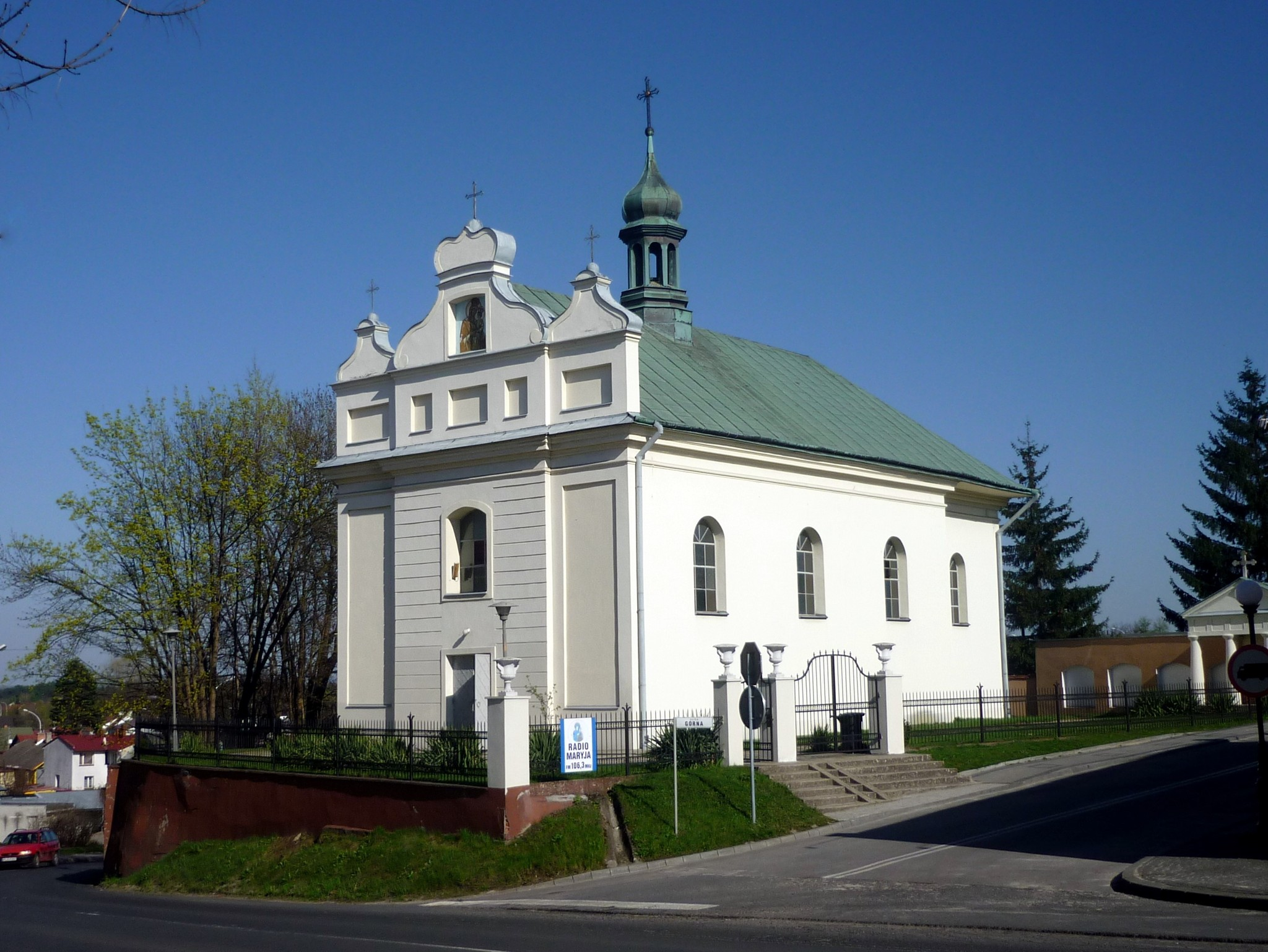
Den förra grekisk-katolska församlingskyrkan under påkallelsen av Heliga Jungfruns vila, för närvarande känd som den romersk-katolska kyrkan.
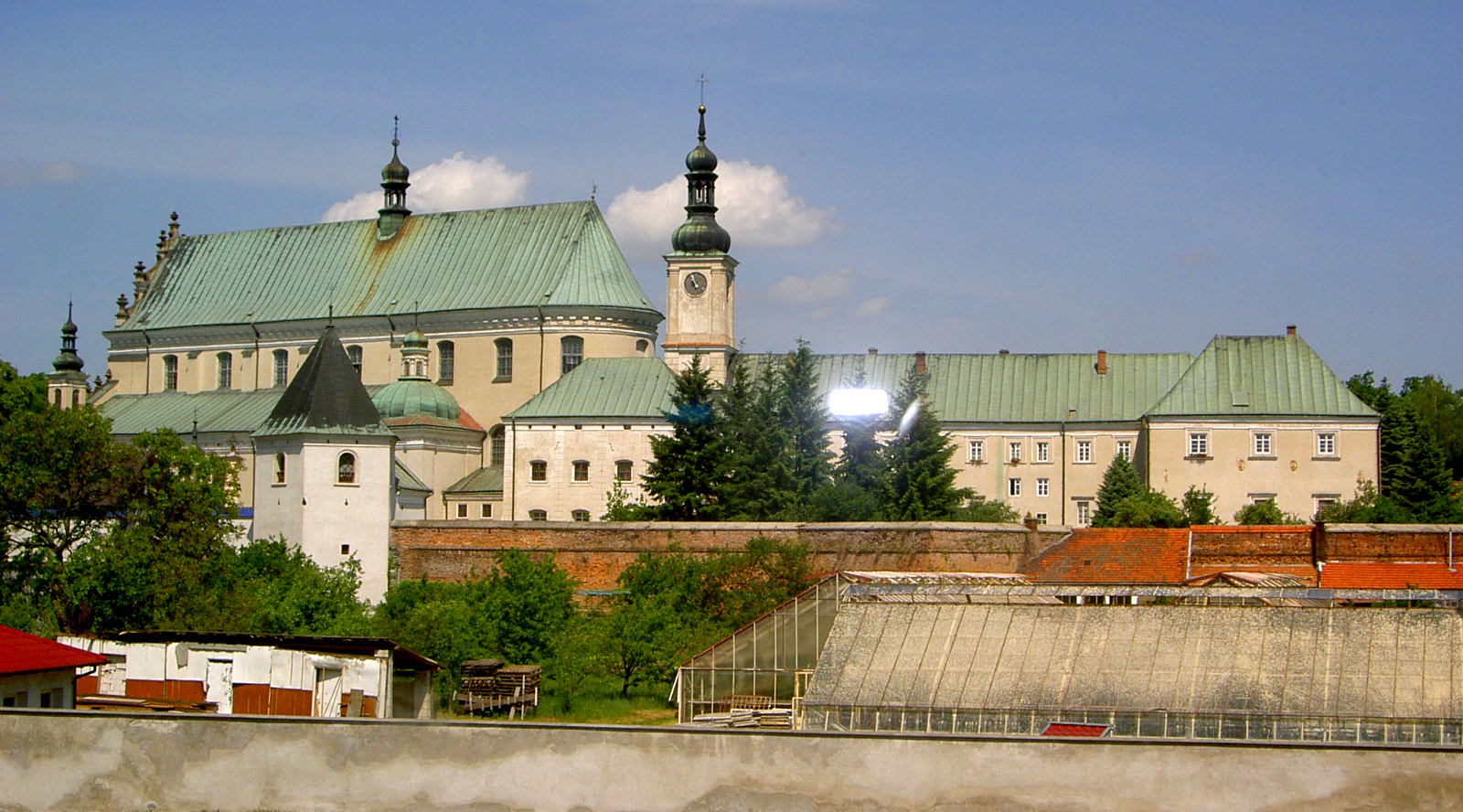
Leżajsks benediktkloster med basilika.
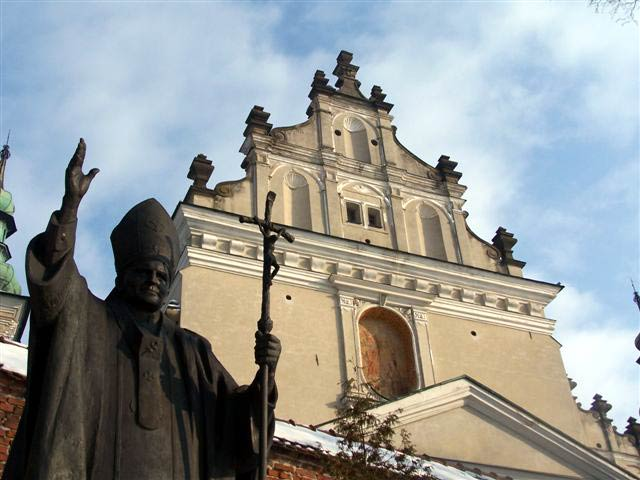
Främre fasaden på basilikan.
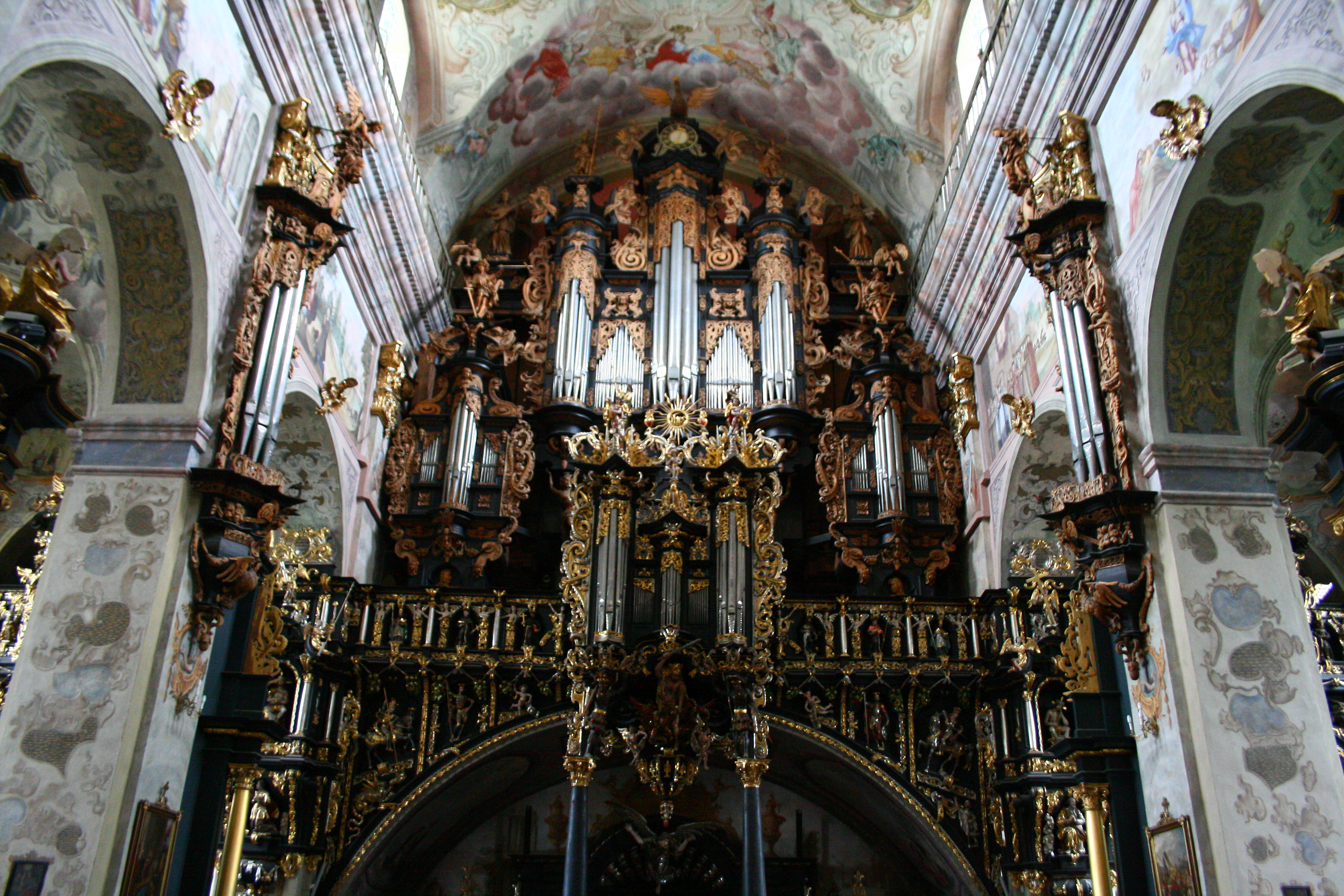
Den berömda orgeln i basilikan.
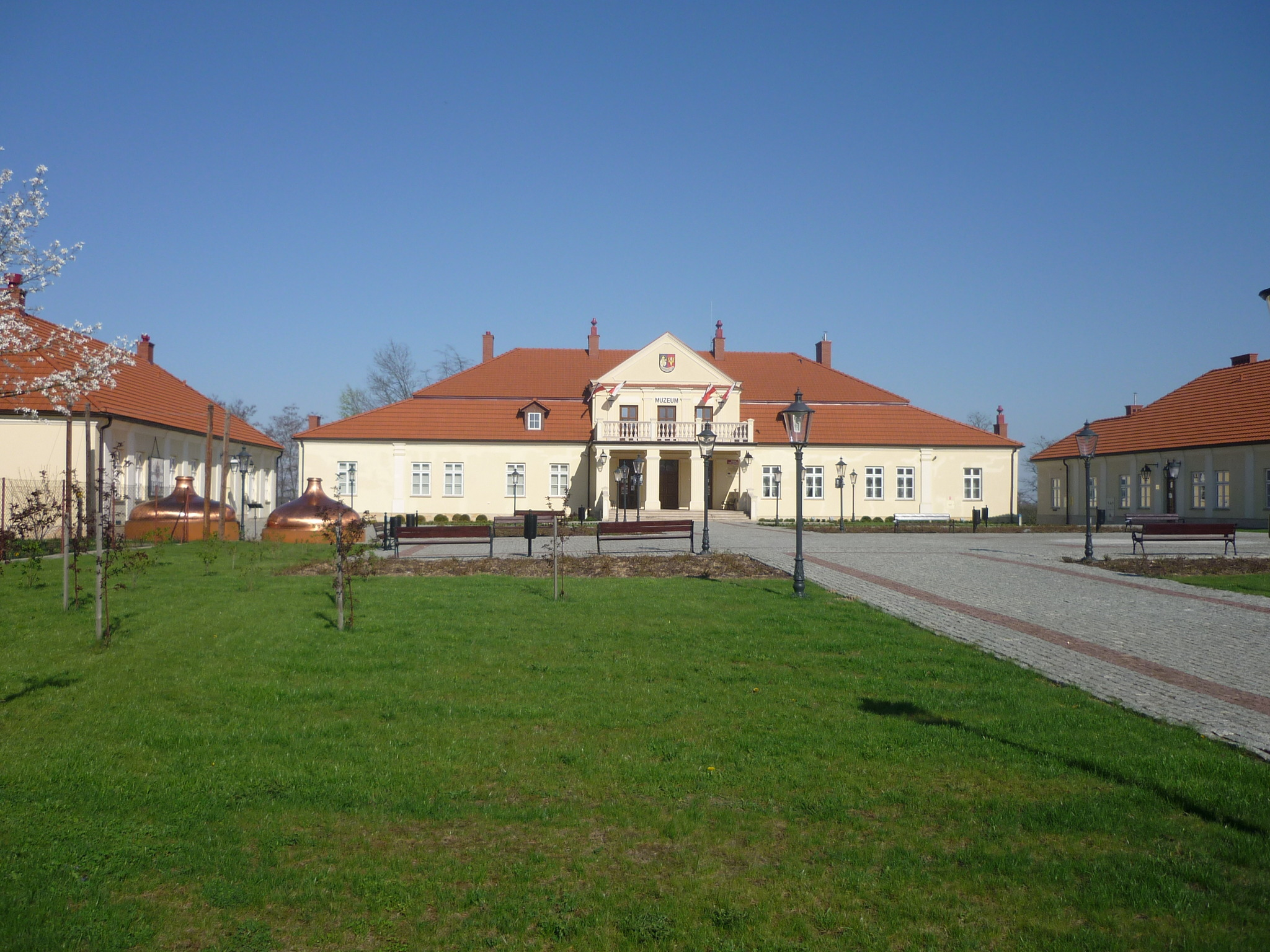
Leżajsks museum.